# Alfred Baring Garrod

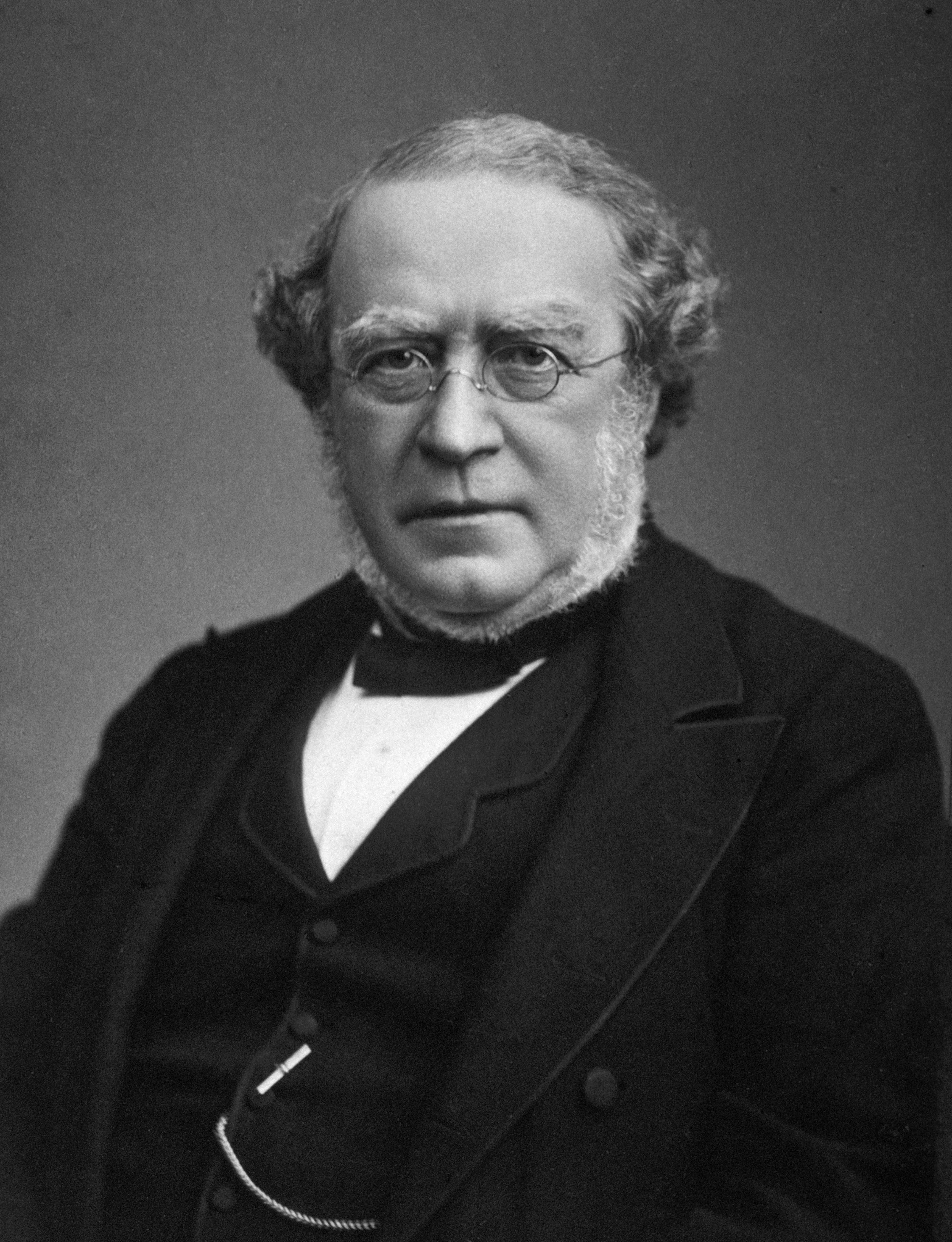
Alfred Baring Garrod.

Alfred Baring Garrod, född den 13 maj 1819 i Ipswich, död den 28 december 1907, var en brittisk läkare.
Garrod var professor i praktisk medicin vid Kings College hospital i London. Han var den förste, som påvisade urinsyra i blodet vid gikt, och hans vetenskapliga arbeten behandlade huvudsakligen denna sjukdom och reumatism.